# Eulàlia Espinàs i Riera
Eulàlia Espinàs i Riera (Barcelona, Barcelonès, 7 de gener de 1961), és una bibliotecària catalana. Des de gener de 2021 és gerenta de l'Institut d’Estudis Catalans.

## Formació
És diplomada en Biblioteconomia i Documentació i Llicenciada en Documentació per la Universitat de Barcelona i la seva trajectòria professional l’ha especialitzada en la direcció i gestió de serveis bibliotecaris i de centres culturals.

## Carrera professional
Ha estat directora-gerenta de la Fundació Biblioteca d'Alcúdia Can Torró, així com directora de la Fundació Bertelsmann a Espanya, on va desenvolupar el projecte PAB-Redes sobre anàlisi, avaluació i gestió d'indicadors per a biblioteques. També ha estat la responsable de Promoció Cultural i Públics del Departament de Cultura de la Generalitat de Catalunya, on va desenvolupar un projecte d'indicadors culturals per a totes les activitats culturals que es porten a terme en els ajuntaments catalans. Des del mes d'abril de 2009 fins al gener de 2021 va ser gerenta de l'Ateneu Barcelonès.
Entre octubre de 2006 i octubre de 2010 va presidir el Col·legi Oficial de Bibliotecaris-Documentalistes de Catalunya. De 2014 a 2021 va ser membre del Patronat que gestiona la Fundació Biblioteca Social. Ha estat professora a la Facultat d'Informació i Mitjans Audiovisuals de la Universitat de Barcelona i col·labora en diversos màsters de direcció i gestió de projectes d'aquesta universitat.